# 鳥井駒吉

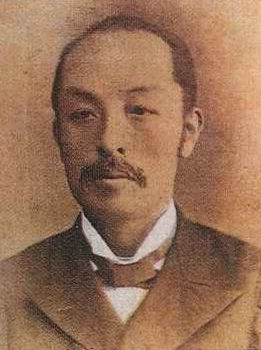
鳥井 駒吉

鳥井 駒吉（とりい こまきち、1853年4月19日〈嘉永6年3月12日〉ｰ 1909年〈明治42年〉5月24日）は、明治時代の日本の実業家、酒造家。有限責任大阪麦酒会社（現在のアサヒビール）の創業者として知られている。

## 来歴
1853年4月19日（嘉永6年3月12日）鳥井駒吉は、和泉国堺宿院町にて和泉屋伊助の次男として生まれた。生家は堺で代々米穀商を営んでおり、父・伊助の代に分家し酒造業を始めた。父及び堺で棉商人として働いていた河盛仁平からの推薦により、1870年（明治3年）に夭折した兄（父の長男）の代わりに父から酒造業を相続した。1879年（明治12年）には堺における酒組合の初代総代を務め、以後醸造所の経営等も務めた。1880年（明治13年）に開催されたバルセロナ万国博覧会では鳥井が醸造した清酒が出品された。
1884年（明治17年）には、藤田伝三郎、松本重太郎、外山脩造らと共に阪堺鉄道（南海電気鉄道の源流企業）を創業し、1904年（明治37年）から1906年（明治39年）まで2代目社長を務めた。また1887年（明治20年）には、松本重太郎、外山脩造、宅徳平、石崎喜兵衛らと共に大阪麦酒会社（現在のアサヒビール）も創業し、初代社長に就任する。日本における実業家として名を馳せた。社長に就任中は宅らと共に吹田にビール工場（アサヒビール吹田工場）を建設したり、日本赤十字社に寄付する等日本におけるビールの革新に貢献した。この業績により後に自身が建てた記念碑が開口神社境内に建てられ、後に同神社境内にある豊竹稲荷神社内に移転した。
また政治家としても活動し、1880年（明治13年）には堺県議会議員を務め、後に1882年（明治15年）には大阪府議会議員や1889年（明治22年）には堺市議会議員を歴任した。後に大阪麦酒会社は合併により大日本麦酒株式会社に改称され、同会社の社長に就任する推薦があったが病気により辞退した。鳥井は俳諧、和歌、絵画をよくする等多趣味を持った。